# Luuc Bugter
Luuc Bugter (* 10. Juli 1993 in Arnhem) ist ein ehemaliger niederländischer Radrennfahrer.

## Werdegang
Zur Saison 2015 wurde Bugter Mitglied im damaligen UCI Continental Team Baby Dump, bereits ein Jahr später wechselte er zum Team Delta Cycling, für das er drei Jahre fuhr. in seinem letzten Jahr in der U23 gewann er für das Team eine Etappe sowie die Gesamt- und Punktewertung bei Rás Tailteann.
Der Einsatz als Stagaire beim UCI ProTeam Vérandas Willems-Crelan im Jahr 2018 führte zu keinem Anschlussvertrag. Daher wurde Bugter zur Saison 2019 Mitglied im Continental Team BEAT Cycling. In der ersten Saison für sein neues Team gewann er die ZODC Zuidenveld Tour sowie die letzte Etappe und damit auch die Gesamtwertung der Tour d’Eure-et-Loir.
Zum Ende der Saison 2021 erklärte Bugter im Alter von 28 Jahren seinen Rücktritt vom aktiven Radrennsport. In der Saison 2022 war er als sportlicher Leiter für das Team BEAT Cycling tätig, seit der Saison 2023 ist er beim Team Human Powered Health tätig.

## Erfolge
2014
- Nachwuchswertung Sharjah Tour

2018
- Gesamtwertung, eine Etappe und Punktewertung Rás Tailteann

2019
- Mannschaftszeitfahren Kreiz Breizh Elites
- Gesamtwertung und eine Etappe Tour d’Eure-et-Loir
- ZODC Zuidenveld Tour